# Lauchröden
Lauchröden – wieś będąca dzielnicą miasta Gerstungen w Niemczech, w kraju związkowym Turyngia, w powiecie Wartburg. 

## Zabytki
- romański kościół pw św. Marcina z XII wieku.

## Współpraca
Miejscowość partnerska:
- Herleshausen, Hesja